# Jomo Sono
Ephraim Matsilela "Jomo" Sono (Johanesburgo, 17 de julho de 1955) é um ex-futebolista e treinador de futebol sul-africano, um dos mais célebres em seu país.

## Carreira
Na África do Sul, jogou pelo Orlando Pirates, e na década de 70 conseguiu lugar no futebol dos Estados Unidos. Integrou o elenco do New York Cosmos, jogando ao lado dos célebres Pelé, Franz Beckenbauer, Johan Neeskens, Giorgio Chinaglia, Carlos Alberto Torres, dentre outros. Pela equipe nova-iorquina, conquistou o título da NASL em 1977, o único em sua carreira de jogador.
Antes de encerrar sua carreira, com apenas 27 anos, jogou no Colorado Caribous, no Atlanta Chiefs e na equipe canadense do Toronto Blizzard. Já aposentado, voltou à seu país e criou seu próprio clube de futebol, o Jomo Cosmos, batizando-o com o seu apelido e ao mesmo tempo homenagenado sua ex-equipe do Cosmos. Ele assim repetia o projeto de um ex-colega seu no Orlando Pirates, Kaizer Montaung - que criara em 1970 o Kaizer Chiefs.
Em sua época, entretanto, a Seleção Sul-Africana não existia oficialmente, devido às sanções da ONU contra o apartheid, adotadas também pela FIFA, que não reconhecia o futebol do país. A Seleção dos Bafana Bafana e a federação do país só puderam agir reconhecidas após o fim do racismo oficial no país, o que ocorreu já após a aposentadoria de Sono. Pela África do Sul, ele só pôde agir como técnico. Foi assim que ele conduziu o país à Copa de 1998. Para a competição, entretanto, os dirigentes optaram por substituí-lo por um técnico mais experiente, o francês Philippe Troussier.
A campanha na Copa da França, dois anos após o primeiro (e único) título do país, na Copa Africana de Nações, acabou sendo um fiasco. Para a Copa de 2002, Sono experimentou a sensação inversa: foi colocado de volta ao cargo às vésperas do mundial, substituindo o treinador que classificara o país, o português Carlos Queiroz. A campanha não foi muito melhor, com nova eliminação na primeira fase, com 1 vitória, 1 empate e 1 derrota - ficou atrás do Paraguai no critério de gols marcados (6 dos Guaranis, contra 5 dos Bafana Bafana). Voltaria a comandar a equipe em 2003, no lugar de Ephraim Mashaba.
Desde então, acumula as funções de técnico e presidente do Jomo Cosmos, com o cargo de diretor-técnico da Associação de Futebol da África do Sul, exercido por ele desde outubro de 2009.

## Vida pessoal
Jomo Sono é filho de Eric Bhamuza Sono, ex-jogador do Orlando Pirates que morreu em 1964. Seus 2 filhos, Matsilela Jr. e Bamuza Sono, integram o elenco do Jomo Cosmos (Matsilela Jr. joga na equipe reserva, e Bamuza atua como profissional desde 1999).

## Títulos
África do Sul
- Copa das Nações Africanas: Vice - 1998